# Opuntia cylindrica
Opuntia cylindrica là một loài thực vật có hoa trong họ Cactaceae. Loài này được (Lam.) DC. mô tả khoa học đầu tiên năm 1828.